# Transclusió

En aquest exemple la plantilla B està transclosa en els documents A, B i C. A la part de dalt: l'hipertext representa la forma de l'acoblament. Si es canviés la paraula corb per una altra, llavors en els 3 documents (sense haver de modificar-los) es canviaria la paraula corb per la nova.

La transclusió, en les ciències de la computació, és la inclusió d'un document o part d'un document en un altre document per referència. En comptes de copiar les dades incloses i el seu emmagatzematge en dos llocs, una transclusió encarna un disseny modular, permetent que aquest s'emmagatzemi només en un lloc (i potser corregir-lo i actualitzar-lo, si el tipus d'enllaç ho admet) i veure'l en diferents contextos.
La referència també serveix per enllaçar ambdós articles. La transclusió es realitza generalment en el moment que s'obre un document que conté (almenys) una referència a un altre, i és normalment es realitza de forma automàtica i transparent per a l'usuari final. El resultat sembla un únic document integrat, tot i que les seves peces s'han acoblat, sobre la marxa de diversos documents separats, i que poden procedir de diferents equips situats en llocs diferents.